# Bedson Ridge
Bedson Ridge är en ås i Kanada.   Den ligger i provinsen Alberta, i den centrala delen av landet, 3 100 km väster om huvudstaden Ottawa.
I omgivningarna runt Bedson Ridge växer i huvudsak barrskog. Trakten runt Bedson Ridge är nära nog obefolkad, med mindre än två invånare per kvadratkilometer.